# The Ridgeway

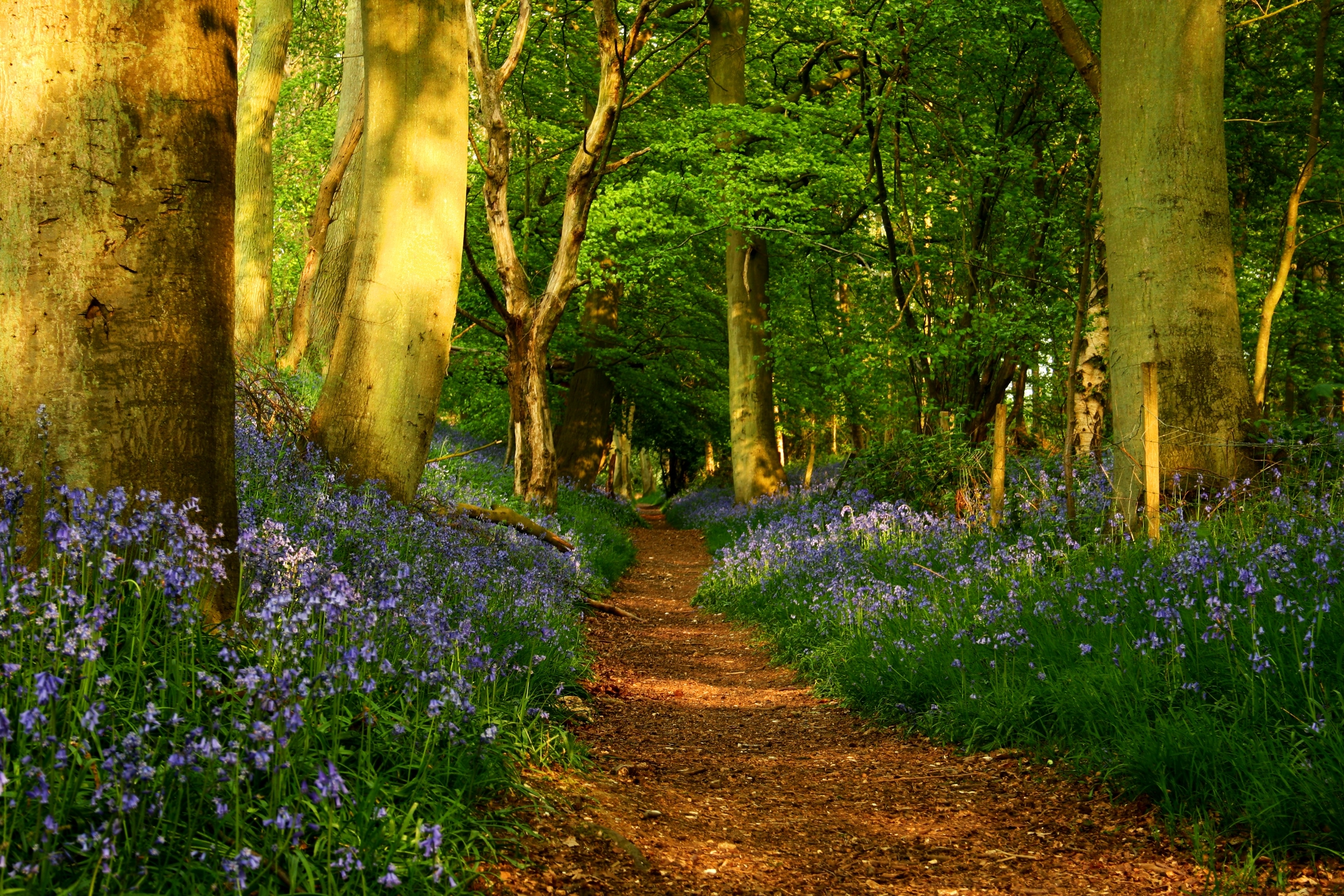
The Ridgeway cerca de Mongewell.

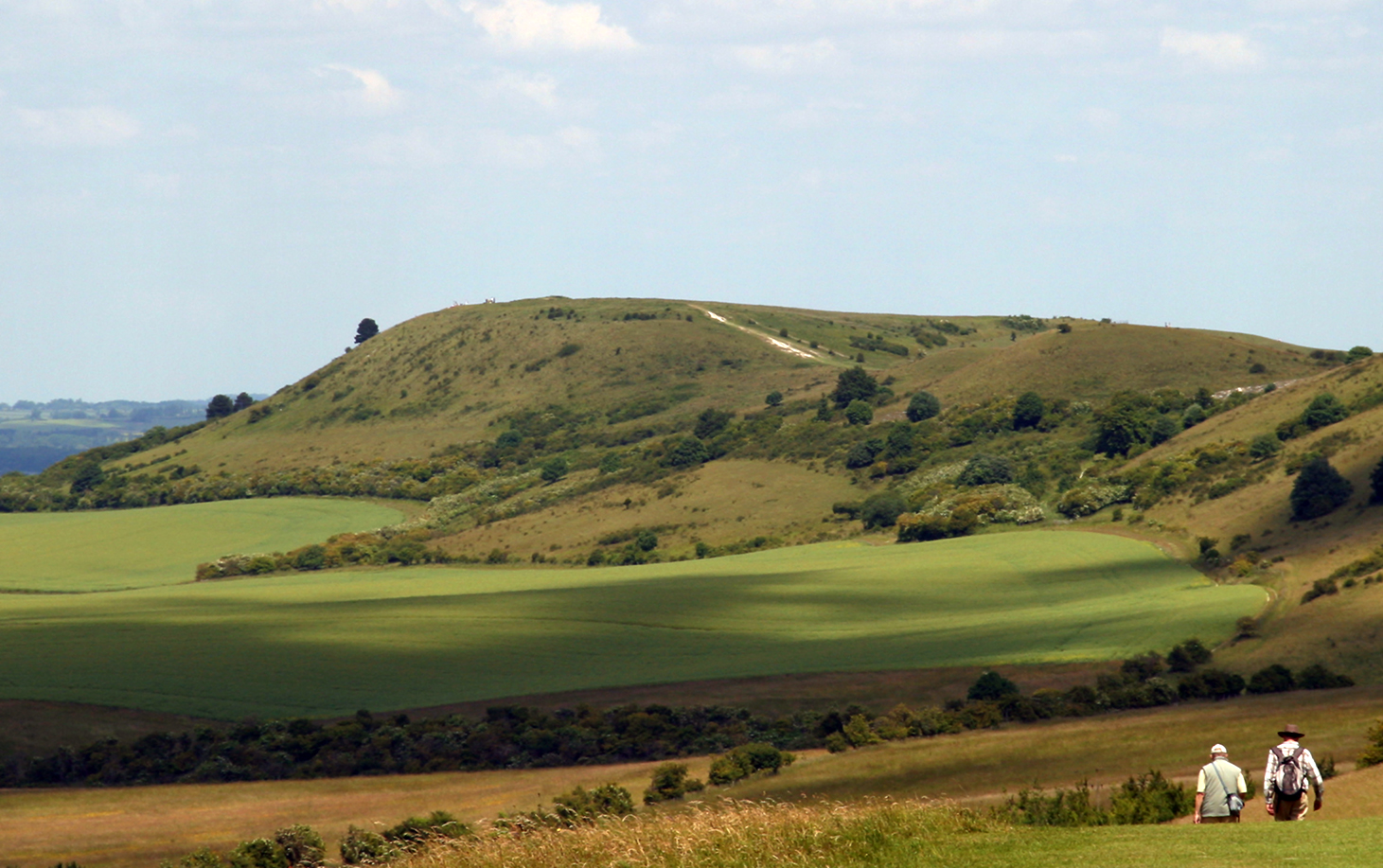
Ivinghoe Beacon (el comienzo del sendero oriental) mirando hacia el norte desde el Ridgeway.

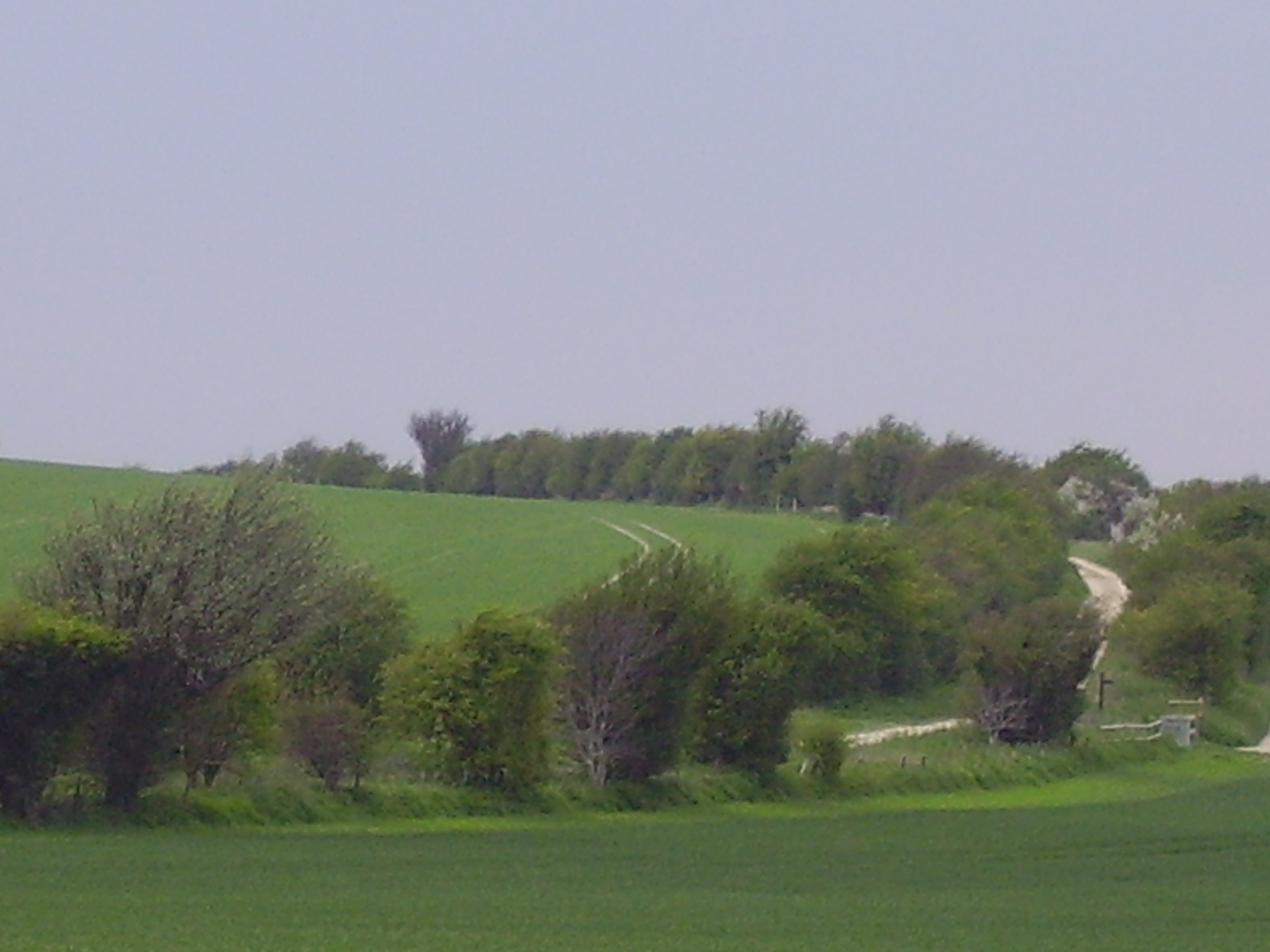
El antiguo camino arbolado se ajusta al paisaje de los Berkshire Downs.

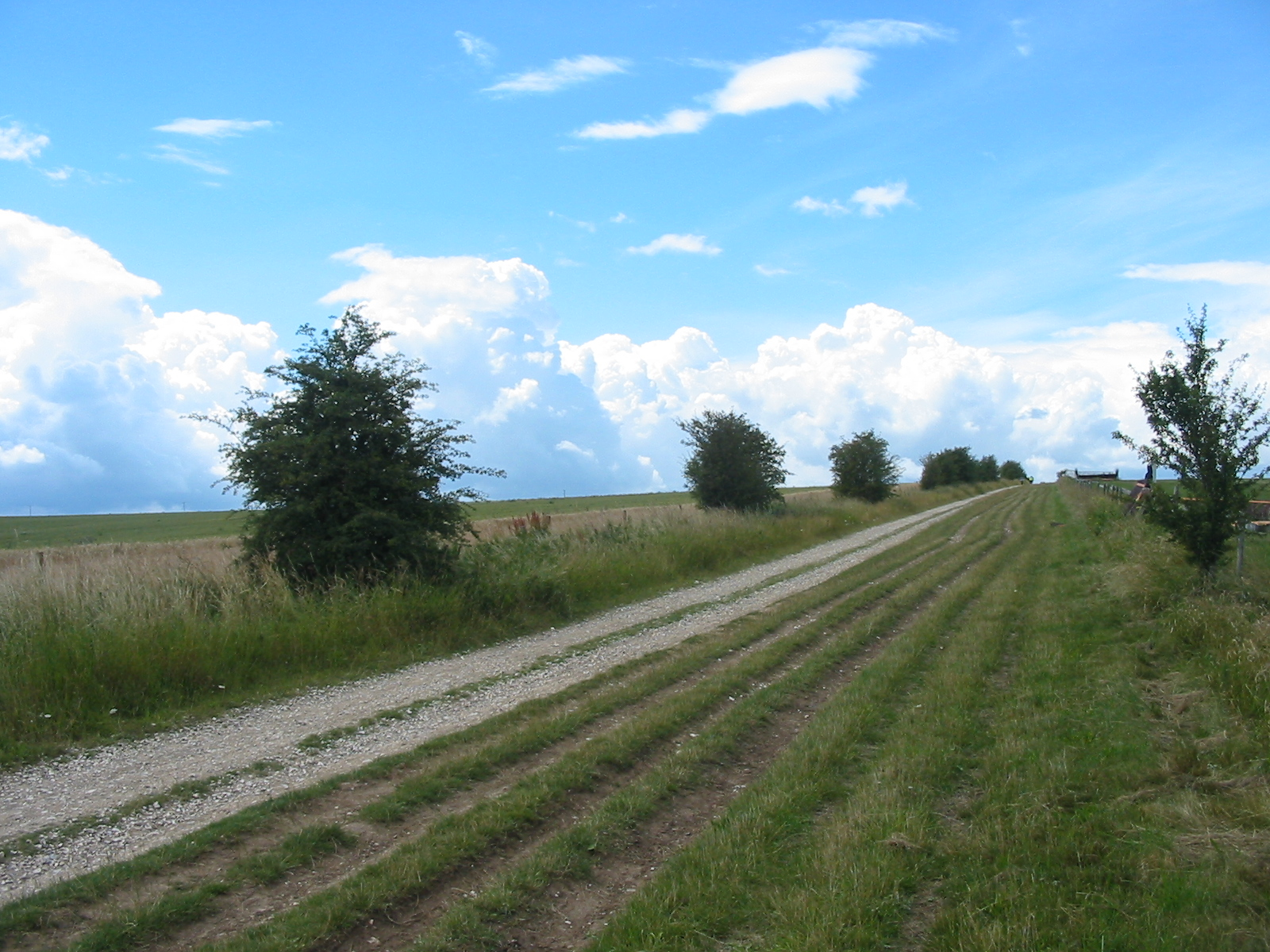
Sección del Ridgeway a campo abierto.

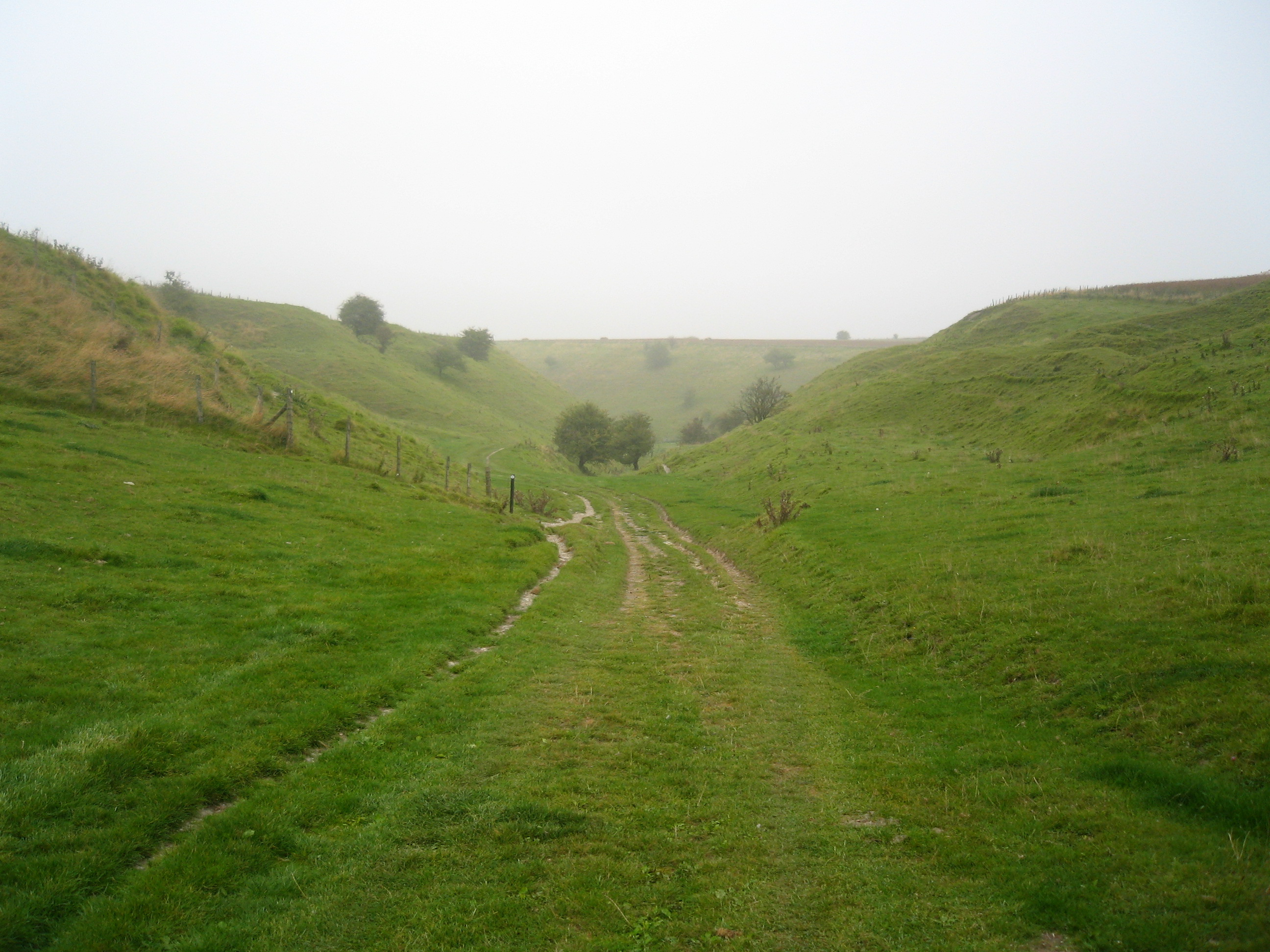
Camino abajo de Ridgeway hacia Bishopstone, en Wiltshire.

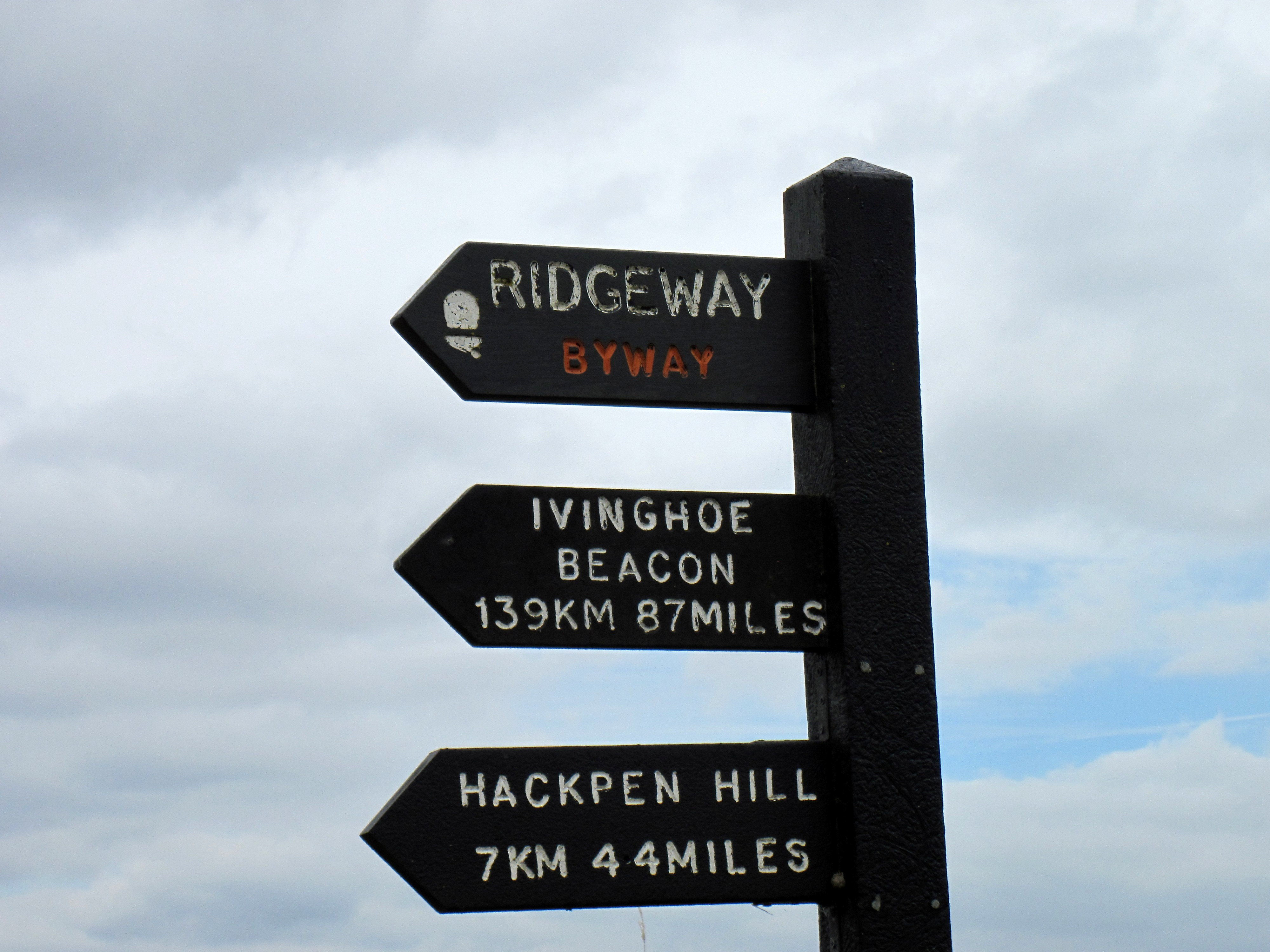
La señalización del sendero está realizada en 'Plaswood', un material plástico respetuoso con el medio ambiente fabricado a partir de residuos reciclados y que no necesita mantenimiento.

El Ridgeway es un sendero histórico ubicado en el sur de Inglaterra. Ha sido descrita como la carretera más antigua de Gran Bretaña. Los ridgeways son un tipo particular de carreteras prehistóricas que explotan la superficie dura de las crestas de las colinas como un pavimento con mantenimiento cero, aunque a menudo presentan la desventaja de tener gradientes más escarpados a lo largo de su trazado, y anchos a veces muy estrechos.
La sección claramente identificada como un sendero prehistórico se extiende desde Wiltshire, a lo largo de la cresta de caliza de las colinas del Berkshire Downs, hasta llegar al Río Támesis en el estrechamiento del valle conocido como Goring Gap. La ruta fue adaptada y se extendido en 1972 cuando fue incluida en la "Red de senderos nacionales" (National Trails). El Ridgeway National Trail sigue el antiguo ridgeway de Overton Hill, cerca de Avebury, hasta Streatley, en Berkshire, desde donde sigue partes del antiguo sendero de Icknield (Icknield Way), atravesando las Colinas de Chiltern (Chiltern Hills) hasta la colina de Ivinghoe Beacon, en Buckinghamshire. El Ridgeway National Trail tiene una longitud total de 87 millas (140 km).

## Historia
Durante al menos 5,000 años, el Ridgeway ha sido utilizado como vía de transporte. El camino proporcionaba una ruta comercial fiable desde la costa de Dorset hasta el estuario del río Wash, en Norfolk. Este tipo de sendero construido sobre la cresta de las colinas presentaba las ventajas de drenar mejor el agua (por lo que el camino solía estar más transitable) y de proveer una buena visión de los alrededores, proporcionado al viajero con una medida adicional de seguridad contra potenciales ataques.

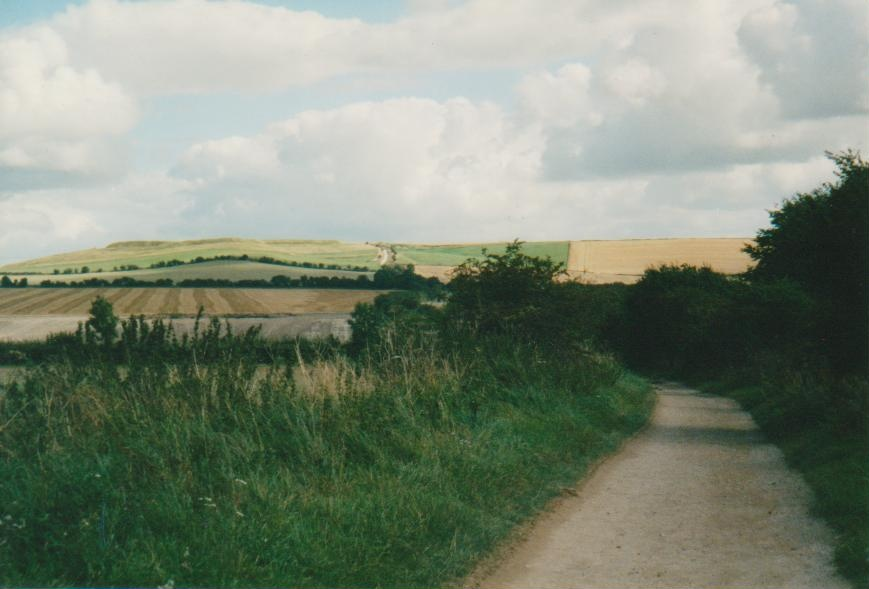
El Ridgeway (Castro de Uffington Castle al fondo a la izquierda).

La Edad de Bronce vio el desarrollo del Caballo Blanco de Uffington y el círculo de piedra en Avebury. Durante la Edad de Hierro, los habitantes aprovecharon las tierras altas para construir castros a lo largo del Ridgeway para ayudar a defender lo que era una importante ruta comercial. Después de la caída del Imperio Romano en Europa Occidental, los invasores sajones y los ejércitos vikingos utilizaron este camino. En la Edad Media y épocas posteriores, el Ridgeway fue usado por los pastores trashumantes, que movían su ganado desde el West Country y Gales a los mercados de los Home Counties y Londres. Antes de las leyes de Recinto de 1750 (Enclosure Acts of 1750), el Ridgeway existió como una serie informal de senderos escogidos por los viajeros sobre la base de las condiciones del camino. Una vez que los recintos empezaron a ejecutarse, el camino actual se desarrolló a través de la construcción de bancos de tierra y plantando setos en sus márgenes.

## National Trail
La idea de un camino de larga distancia (National Trail) a lo largo de la línea del Wessex Downs y Chilterns se remonta al Comité Hobhouse de 1947. La presente ruta fue designada por el Gobierno en 1972, y abierta como National Trail en 1973.
Uno de los quince National Trails de Inglaterra y Gales, el Ridgeway recorre 87 millas (140 km) desde el nordeste de Overton Hill (dentro del conjunto megalítico de Avebury, Patrimonio Mundial de la Humanidad) hasta la colina de Ivinghoe Beacon, cercana a Tring, donde se encuentra con el antiguo sendero de Icknield (Icknield Way). El Ridgeway también se conecta con el más reciente Thames Path (1997) a la altura del estrechamiento del valle del Río Támesis conocido como Goring Gap. La altura total ascendida a lo largo del camino es de 3,881 pies (1,183 m).

## Sitios a lo largo del Ridgeway
Sitios que se encuentran cerca o sobre El Ridgeway National Trail de oeste a este:
- Avebury
- Overton Hill
- Swindon
- Marlborough
- Liddington Castle
- Wanborough
- Wayland's Smithy
- Castillo de Uffington
- Lambourn
- Segsbury Camp
- Wantage
- West Lockinge
- East Lockinge
- Ginge
- West Hendred
- East Hendred
- Harwell
- Chilton
- Compton
- Didcot
- Blewbury
- Streatley
- Goring-on-Thames
- Wallingford
- Thame
- Chinnor
- Reading
- Henley-on-Thames
- Princes Risborough
- Cadsden
- Aylesbury
- Wendover
- High Wycombe
- Tring
- Ivinghoe Beacon

## Mapas
- Mapa anotado del Ridgeway
- Ridgeway National Trail. Publicado por Harvey Maps, Reino Unido.